# Фигередо, Себастьян
Себастьян Мария Фигередо Вильяр дель Валье (исп. Sebastián María Figueredo Vilar del Valle; род. 25 августа 2001, Монтевидео) — уругвайский футболист, защитник клуба «Монтевидео Уондерерс».

## Клубная карьера
Фигередо — воспитанник клуба «Монтевидео Уондерерс». 2 апреля 2022 года в матче против столичного «Данубио» он дебютировал в уругвайской Примере. В 2023 году в поединке против столичного «Ривер Плейта» Себастьян забил свой первый гол за «Монтевидео Уондерерс».

## Международная карьера
В 2023 году в составе олимпийской сборной Уругвая Фигередо принял участие в Панамериканских играх в Чили. На турнире он сыграл в матчах против команд Доминиканской Республики, Чили, Мексики и Колумбии.